# Klein Éva
Klein Éva vagy Eva Klein, született Fischer Éva (Budapest, 1925. január 22. – 2025. január 19.) magyar-svéd sejtbiológus, immunológus, onkológus, a Magyar Tudományos Akadémia külső tagja. A daganatos megbetegedések által kiváltott immunreakciók, a daganatsejteket pusztító toxikus folyamatok vizsgálatának elismert kutatója.
1947-től 2016-ig Klein György sejtbiológus, immunológus, onkológus felesége.

## Életútja
Zsidó származása miatt a második világháború végóráit Budapesten bujkálva vészelte át, majd 1945-ben beiratkozott a Szegedi Tudományegyetem orvosi karára. Tanulmányaival rövid idő után felhagyott, hogy színésznő lehessen, de csakhamar ismét orvosi tanulmányokat folytatott, ezúttal a budapesti Pázmány Péter Tudományegyetem orvosi karán. 1947-ben összeházasodott fiatal pályatársával, Klein Györggyel, akit 1948 elején követett svédországi emigrációjába.
1948-tól a stockholmi Karolinska Intézet citológiai tanszékén, Torbjörn Caspersson mellett kapott asszisztensi állást, s az ugyancsak az intézetben dolgozó férje egyik legközelebbi munkatársa lett. Orvostudományi oklevelét is itt szerezte meg 1953-ban. 1979-től 1993-ig a Karolinska Intézet daganatbiológiai intézetének professzoraként tevékenykedett, 1993 óta professor emerita címmel a Karolinska Intézet Mikrobiológiai és Daganatbiológiai Központjában, a férje által vezetett kutatócsoportban dolgozik.

## Munkássága
Kutatásai elsősorban a rákos megbetegedések immunológiai vonatkozásaira, a szervezet védekezési mechanizmusaira, az immunreakciókban részt vevő citotoxikus, azaz sejtkárosító folyamatokra irányulnak. Az elsők között ismerte fel az emberi ellenanyagok termeléséért felelős B-sejtek felületén lévő immunglobulin antigénkötő funkcióját. Ugyancsak úttörő szerepet töltött be a tumorsejteket pusztító természetes citotoxikus T-sejtek (más néven killersejtek) immunológiai szerepének vizsgálatában.
Több évtizedig férje, Klein György közvetlen munkatársaként végezte tudományos munkáját. Közös kutatásaik eredménye a nyirokszövetrákot okozó Epstein–Barr-vírus daganatképző képességének feltárása, valamint a Burkitt-limfóma fellépésekor a limfómákban (nyirokrendszeri daganat) és a limfocitákban lezajló kromoszómatranszlokáció felismerése. Ez utóbbi kapcsán bebizonyították, hogy a transzlokáció aktiválja a celluláris onkogéneket, ezzel megindítja a sejtek rákos átalakulását.
A Seminar in Cancer Biology című szakfolyóirat főszerkesztője. Több magyar költő – például Kosztolányi Dezső, József Attila, Radnóti Miklós, Kányádi Sándor – verseit ültette svédre.

## Társasági tagságai és elismerései
1987-ben a Svéd Királyi Tudományos Akadémia tagjává választották, 1993-tól a Magyar Tudományos Akadémia külső tagja. 1986 és 1993 között az orvosi és fiziológiai Nobel-díj-bizottság tagja volt, emellett a Magyar Mikrobiológiai Társaság, 1985-től a Magyar Immunológiai Társaság, 1991-től az Izraeli Immunológiai Társaság tiszteletbeli tagja.
1960-ban férjével, Klein Györggyel megosztva Bertha Goldblatt Teplitz-díjat, 1975-ben a New York-i Rákkutató Intézet (Cancer Research Institute) Tumorimmunológiai Díját, 1978-ban Björken-, 1983-ban pedig Erik Fernström-díjat vehetett át. 1993-ban a Nebraskai Egyetem, 2003-ban az Ohiói Állami Egyetem díszdoktorává avatták.

## Főbb művei
- Transformation of solid into ascites tumors. Stockholm, 1955, 40 p.
- Histocompatibility changes in tumors. in: Journal of Cellular and Comparative Physiology 1958. 52:125–168. (Klein Györggyel)
- Antigenic properties of lymphomas induced by the Moloney agent. in: Journal of the National Cancer Institute 1964. 32:547–568. (Klein Györggyel)
- How one thing has led to another. in: Annual Review of Immunology 1989. 7:1–33. (Klein Györggyel)